# Думчиков, Александр Павлович
Александр Павлович Думчиков (р. 1973) — подполковник ВС РФ, участник Первой чеченской войны, Герой Российской Федерации (1995).

## Биография
Александр Думчиков родился 16 июня 1973 года в городе Макеевка Донецкой области Украинской ССР. Окончил среднюю школу. В 1990 году Думчиков был призван на службу в Советскую Армию. В 1994 году он окончил Рязанское высшее воздушно-десантное командное училище. Участвовал в боях первой чеченской войны, будучи командиром разведвзвода 21-й отдельной воздушно-десантной бригады.
Отличился во время штурма Грозного. 2-12 января 1995 года Думчиков лично уничтожил 28 сепаратистов, в том числе 6 снайперов. 12 января в боях за Грозненский университет он в числе первых ворвался в здание и прорвался на второй этаж. Когда в разгар боя от командования пришёл приказ отойти, Думчиков остался прикрывать отход своих бойцов. Сумев вырваться из вражеского окружения, он, несмотря на три ранения, выбрался через окно первого этажа на улицу, где его спас майор Александр Пегишев.
Указом Президента Российской Федерации от 15 мая 1995 года за «мужество и героизм, проявленные при выполнении специального задания» лейтенант Александр Думчиков был удостоен высокого звания Героя Российской Федерации с вручением медали «Золотая Звезда».
В 2009 году в звании подполковника Думчиков был уволен в запас. В настоящее время проживает в Москве, работает юристом.
Был также награждён рядом медалей.